# Chrīstos Myriounīs
Chrīstos Myriounīs (in greco Χρήστος Μυριούνης?; Atene, 15 giugno 1971) è un ex cestista greco.

## Carriera
Con la Grecia ha disputato i Campionati europei del 1997.

## Palmarès
- Coppa di Grecia: 2

Panathinaikos:	1992-93, 1995-96
- Coppa dei Campioni: 1

Panathinaikos: 1995-96